# Шурагельский султанат
Шорагел, Шурагел, Шурагельский султанат или Шoрагельский султанат был основан примерно в 1747 году во время правления династии Афшаридов в Персии. Его площадь составляла 1037,91 верст (1181,16 км²).